# 千葉ひろみ (新潟県民エフエム放送)
千葉 ひろみ（ちば ひろみ、8月14日 - ）は、新潟県民エフエム放送（FM PORT）のラジオパーソナリティ。血液型AB型。

## 担当番組
- 『TOKYO→NIIGATA MUSIC CONVOY〜SATURDAY SPECIAL〜』（FM PORT、2006年7月1日 - 2013年8月31日[2]:32）
- 『WEEKEND COLOR』（FM PORT、2016年 - 2020年[2]:32）[3]